# Hans Bruhn
Hans Bruhn (* 28. Dezember 1901 in Kotelow; † 16. Februar 1978 in Berlin) war ein deutscher Kommunalpolitiker (CDU).

## Leben
Hans Bruhn wurde als Sohn des Mühlenpächters in Kotelow, späteren Mühlenbesitzers in Stargard (Mecklenburg),  Heinrich Bruhn (1866–1949) und dessen Frau, der Malchiner Kaufmannstochter Johanna Hedwig Jakobine, geb.  Mahnke (* 1875) geboren.
Bruhn übersiedelte 1949 aus der DDR nach West-Berlin. Er war Vorsitzender der CDU-Fraktion in der Bezirksverordnetenversammlung des Bezirks Charlottenburg. Von 1955 bis 1959 war er Bürgermeister des Bezirks und im Anschluss bis 1965 stellvertretender Bürgermeister.
Hans Bruhn starb im Februar 1978 im Alter von 76 Jahren in Berlin. Sein Grab auf dem landeseigenen Friedhof Heerstraße in Berlin-Westend ist nicht erhalten.

## Ehrungen
- 1966: Großes Verdienstkreuz der Bundesrepublik Deutschland